# Фискальные марки Великобритании
Фискальные марки Великобритании — различные фискальные марки, с клеевым слоем, штампованные или иные, которые выпускались и находились в обращении в Королевстве Англия, Королевстве Великобритания, Соединённом королевстве Великобритании и Ирландии и Соединённом королевстве Великобритании и Северной Ирландии с конца XVII века до настоящего времени.
Первые штампованные гербовые марки были выпущены Королевством Англия в соответствии с Гербовым актом 1694 года. На протяжении столетий с тех пор штампованные гербовые марки использовались для уплаты самых разнообразных налогов, и по состоянию на 2010 год они всё ещё используются.
Первыми фискальными марками с клеевым слоем стали марки пошлины на шоколад, выпущенные в 1740-х годах, но до наших дней не сохранилось ни одного экземпляра. Самые старые известные марки с клеевым слоем, экземпляры которых сохранились до наших дней, были выпущены в 1780-х годах для оплаты пошлин на шляпы, перчатки и духи. Таким образом, британские фискальные марки появились раньше первой почтовой марки — «Чёрного пенни», выпущенного в 1840 году. В 1853 году впервые были выпущены фискальные марки, напечатанные способом поверхностной печати, рисунок которых был похож на почтовые марки, а в 1855 году начали выпускаться штампованные марки с клеевым слоем.
Во второй половине XIX века и первой половине XX века в обращении были самые разнообразные фискальные марки. В их число входили стандартные марки колониального типа с портретом правящего монарха, штампованные марки с клеевым слоем, напечатанные гербовые марки и марки различных других рисунков для отдельных видов налогов и сборов. В большинстве случаев марки наклеивались на документы, но в некоторых случаях, например, при уплате пошлины на лекарственные средства (англ. Medicine Duty), марка наклеивалась на облагаемый пошлиной товар.
Количество фискальных марок в обращении значительно сократилось в 1960-х годах, но марки колониального типа и марки для оплаты телевизионных лицензий продолжали выпускаться до конца 1990-х годов. Единственными остающимися в обращении фискальными марками являются штампованные гербовые марки, а также виньетки уплаты налога или акцизные марки на алкогольные напитки. Помимо национальных выпусков, некоторые страны в составе Великобритании (Ирландия, Северная Ирландия, Шотландия и Южная Ирландия), выпускали собственные фискальные марки из-за особенностей своих правовых систем. Некоторые графства и местные органы власти также выпускали марки в XIX и XX веках. Широкое использование фискальных марок в Великобритании повлияло на использование таких марок в её колониях.

## Штампованные гербовые марки

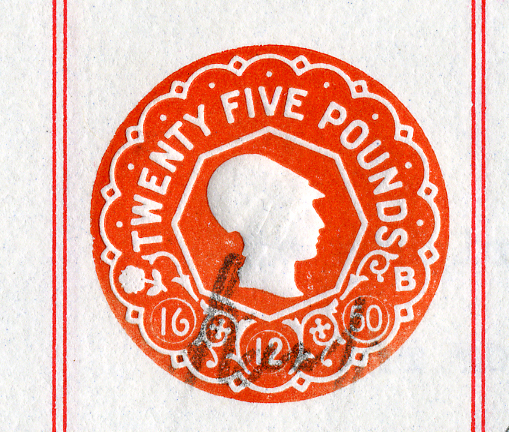
Штампованная гербовая марка номиналом 25 фунтов стерлингов с акта о праве собственности на дом, 1950 г.

Первыми фискальными марками, использовавшимися в Великобритании, стали штампованные гербовые марки, выпущенные Королевством Англии после введения гербового сбора в соответствии с Гербовым актом 1694 года. Это был «Акт о предоставлении Их Величествам некоторых пошлин на веленевую бумагу, пергамент и бумагу сроком на 10 лет для ведения войны против Франции» (5 & 6 Will. & Mar. c. 21). Пошлина составляла от 1 пенни до нескольких шиллингов для ряда различных юридических документов, включая договоры страхования и документы, используемые в качестве доказательств в судах. Это позволило собрать около 50 000 фунтов стерлингов в год, и хотя изначально это была временная мера, она оказалась настолько успешной, что ее продолжили использовать. Последующими парламентскими актами были введены новые пошлины, а штампованные гербовые марки по-прежнему используются для взимания налогов, хотя теперь на смену им приходят электронные методы. С XVII века использовалось около 10 000 различных штампов штампованных гербовых марок, при этом известны штампованные гербовые марки номиналом до 1 миллиона фунтов стерлингов.

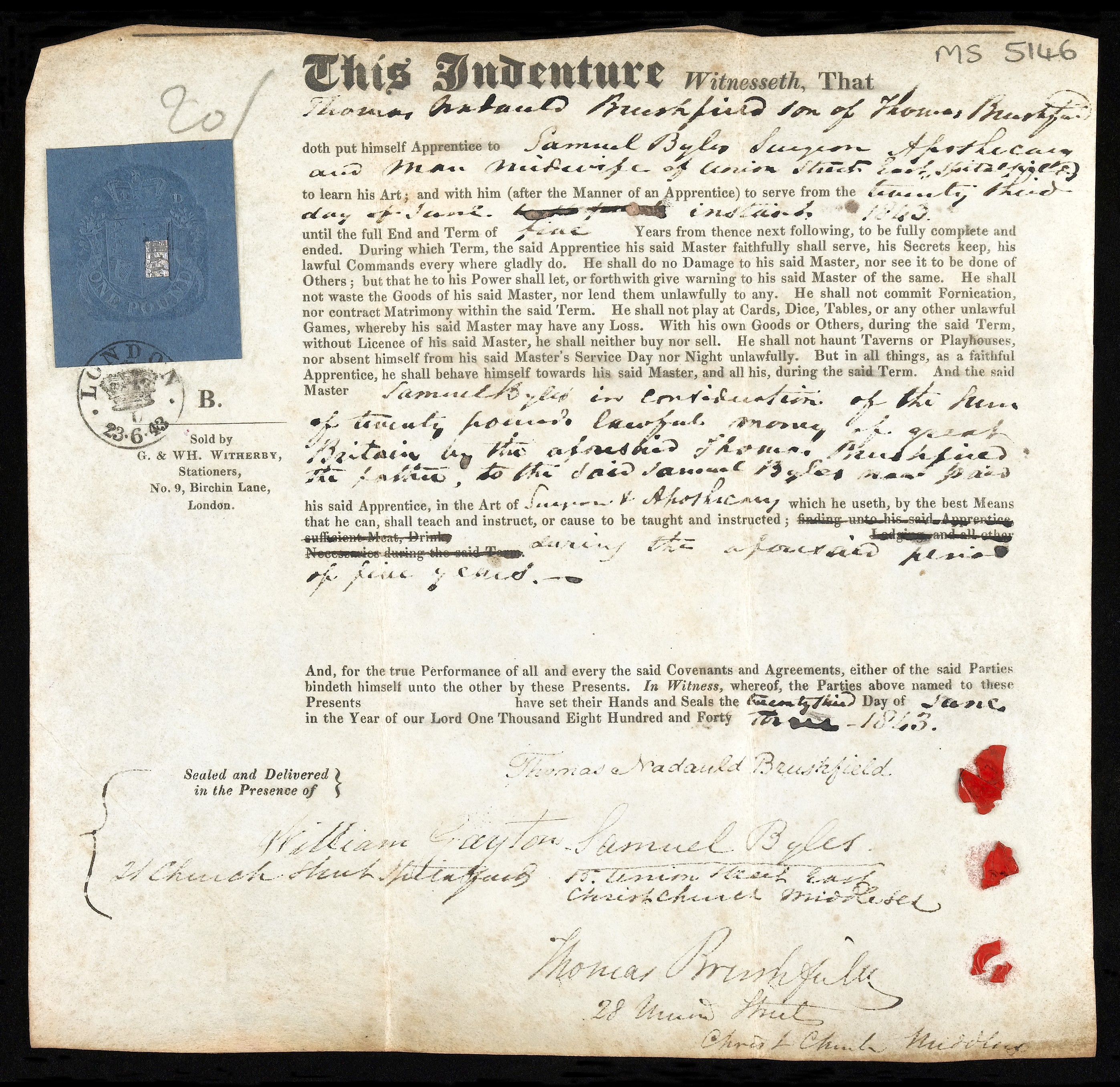
Договор ученичества со штампованной гербовой маркой номиналом 1 фунт стерлингов на синей бумаге, 1843 г.

Налог взимался посредством лишения документов юридической силы в суде в случае отсутствия на них соответствующей марки. Налог либо взимался в фиксированном размере за каждый документ, либо устанавливался адвалорно, то есть размер налога варьировался в зависимости от суммы облагаемой налогом сделки. Марки выпускались Советом комиссаров по почтовым маркам. По всей стране были назначены распространители марок. Позднее распространителем в Уэстморленде был поэт Уильям Вордсворт. Сначала марки представляли собой бесцветные (также известные как «альбиносные» (англ. albino)) рисунки, оттискиваемые непосредственно на документе штампом. Цветная краска для тиснёных (рельефных) рисунков стала использоваться в 1850-х годах; изначально это был розовый цвет, но в 1870-х годах он был заменён на ярко-красный. Для дубликатов марок использовалась синяя краска.
В случае толстого пергамента, такого как веленевая бумага, на котором невозможно было тиснение непосредственно на бумаге, к документу прикрепляли листок бумаги с помощью клея и полоски жести, и тиснение наносилось на этот бумажный листок. Использовалась бумага разных цветов, включая красную, зелёную, ярко-красную и, чаще всего, синюю. Концы жестяной полоски на обороте документа покрывали небольшой бумажной облаткой с королевским вензелем правящего монарха. Они были впервые введены в 1701 году при короле Вильгельме III и использовались до 1921 года.
Большинство штампованных марок были универсальными гербовыми марками, которые использовались для различных целей. Однако иногда выпускались и специальные выпуски с надписями для конкретных налогов или сборов. Примеры надписей: Bill or Note и Royal Courts of Justice.

## Гербовые марки с клеевым слоем

### Штампованные марки с клеевым слоем

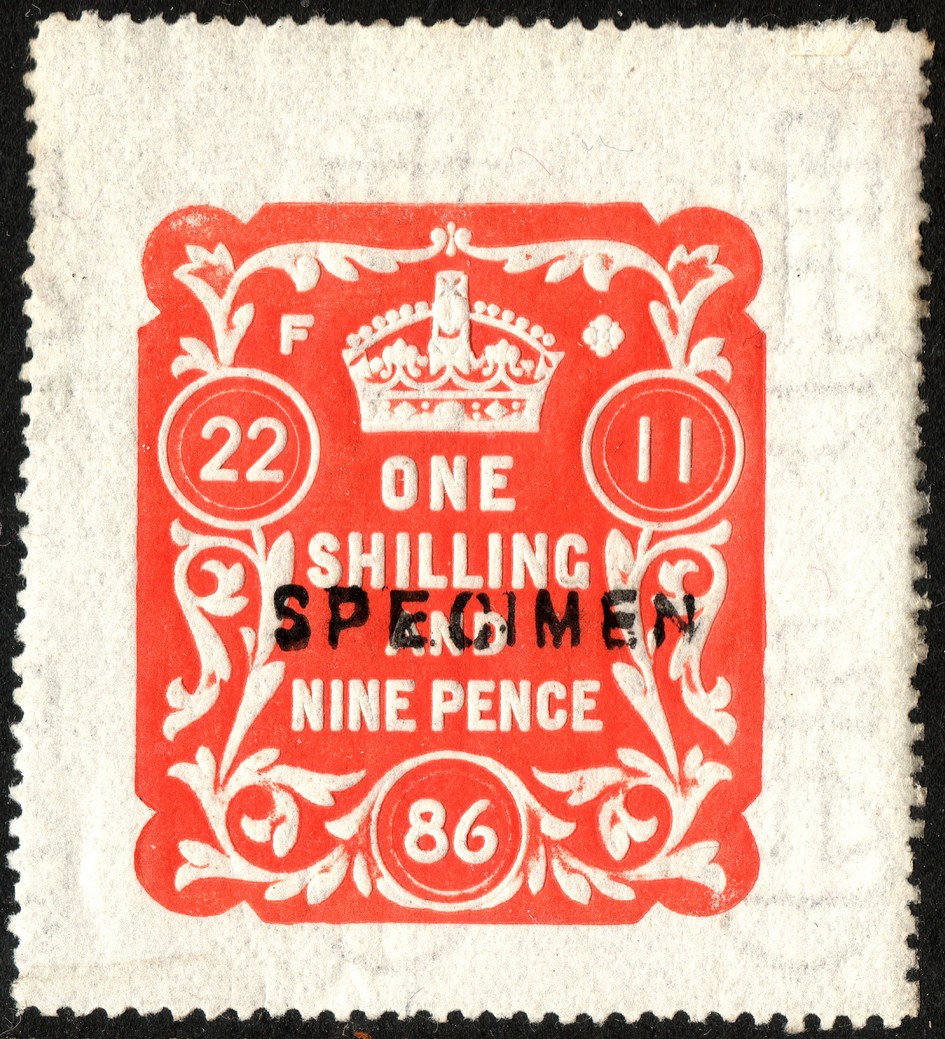
Универсальная штампованная марка с клеевым слоем номиналом 1 шиллинг 9 пенсов с надпечаткой «SPECIMEN» (Образец), 1886 г.

К середине XIX века использование штампованных гербовых марок получило большое распространение, и для удобства оттиски марок начали делать на листах бумаги с клеевым слоем, а затем вырезать их и впоследствии наклеивать на документы. Первые универсальные гербовые марки были выпущены в 1855 году. Первоначальный выпуск был беззубцовым, но с 1870 года марки стали перфорировать. Изначально марки были розового цвета, но цвет был изменён на ярко-красный в 1875 году и на синий примерно в 1887 году. Использование универсальных гербовых марок продолжалось до первых десятилетий XX века. Штампы для тиснения, которые сами по себе очень похожи на штампованные марки, часто использовались для гашения универсальных штампованных гербовых марок.

Помимо универсальных гербовых марок, известны также некоторые штампованные фискальные марки, выпускавшиеся для уплаты отдельных конкретных налогов. Иногда тиснение производилось на бумаге с уже нанесёнными фоновой печатью надписями, указывающими на целевое назначение, например: «Customs» (Таможенный сбор) и «Land Registry» (Земельный реестр). Известны также штампованные марки особых рисунков с надписями для конкретного вида сбора, примерами которых являются «Chancery Fee Fund» (Фонд канцелярских сборов) и «Consular Service» (Консульская служба).

### Марки с надписями «Receipt», «Draft» и «Inland Revenue»

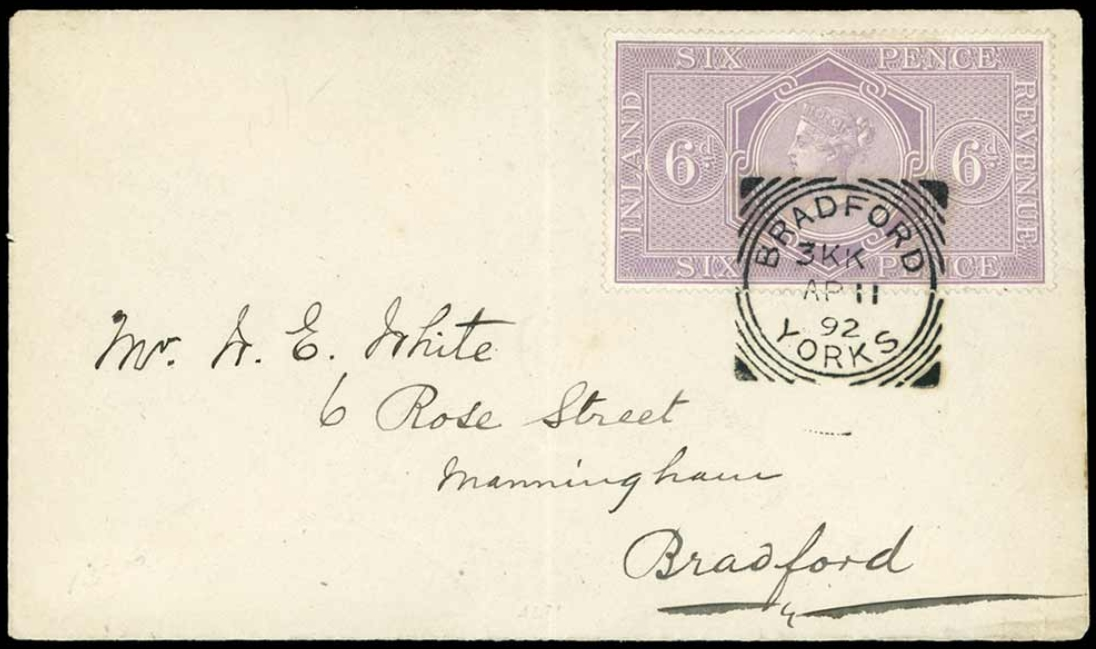
Марка с надписью «Inland Revenue» номиналом 6 пенсов, использованная в качестве почтово-гербовой марки в 1892 г.

В 1853 году вышли две фискальные марки номиналом 1 пенни с рисунками с изображением королевы Виктории и с надписью «Receipt» и «Draft». Эти марки были напечатаны способом плоской печати компанией De La Rue, при этом их рисунок напоминает рисунок почтовых марок, поэтому многие филателисты считают их первыми «настоящими» гербовыми марками с клеевым слоем. В 1855 году была выпущена одна марка с надписью «Draft payable on demand, or Receipt» вместо двух отдельных выпусков.
Марки с надписью «Inland Revenue» (Внутренний гербовый сбор) были введены в 1860 году. Первоначально на марке 1855 года была сделана надпечатка «Inland Revenue», но позже в том же году были выпущены серии новых марок. В течение следующих двух десятилетий был выпущен ряд марок с надписью «Inland Revenue», как марок с рисунком, напечатанным способом плоской печати с изображением королевы Виктории, так и штампованных марок с клеевым слоем с фоновой печатью.
Закон о таможне и внутренних доходах 1881 года (Customs and Inland Revenue Act 1881) вызвал необходимость выпуска почтовых и гербовых марок двойного назначения для уплаты как почтового, так и гербового сбора. В связи с этим в июле 1881 года была выпущена марка «Сиреневый пенни» с надписью «Postage and Inland Revenue» (Почтовый и внутренний гербовый сбор), заменившая прежние марки внутреннего гербового сбора. В 1883—1884 годах вышла серия марок, известная как «Сиренево-зелёный выпуск» (Lilac and Green Issue) с надписью «Postage & Revenue» (Почтовый и гербовый сбор). На более поздних выпусках почтовых марок номиналом до 2 шиллингов 6 пенсов также стояла эта надпись, при этом выпуск почтовых и гербовых марок двойного назначения продолжался до 1968 года. Марки, использованные в фискальных целях, легко отличить от марок, побывавших в почтовом обращении, поскольку первые обычно гасились пером. Также широко использовались марки предварительного гашения с названиями фирм.
С 1904 года по 1959 год выпускались различные марки с надписью «Inland Revenue» номиналом от 3 до 10 шиллингов с рисунками марок колониального типа.

### Марки колониального типа

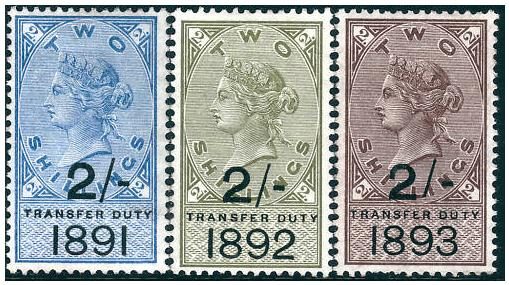
Марки с надписью «Transfer Duty» (Сбор за передачу) с рисунком колониального типа номиналом 2 шиллинга, 1891—1893 гг.

В 1872 году компания De La Rue подготовила серию стандартных штампов для фискальных марок. На марках этих рисунков было изображение королевы Виктории и пустая плакетка в нижней части, на которой затем можно было сделать надпечатку надписи, указывающей на назначение марки. Поэтому их считают марками колониального типа. У марки каждого номинала был свой рисунок, при этом марки с номиналами в пенсах, шиллингах и фунтах были разного размера.
После коронации Эдуарда VII была выпущена серия марок новых рисунков с портретом нового монарха. В последующие годы марки тех же базовых рисунков перевыпускались с портретами Георга V, Георга VI и Елизаветы II, с добавлением некоторых новых номиналов. Вначале как за изготовление печатных форм, так и за печать марок отвечала компания De La Rue. В 1910 году печатание перешло к Управлению гербовых сборов (Stamp Office). Поначалу продолжали использоваться существовавшие печатные формы компании De La Rue, пока в 1915 году Королевский монетный двор не взял на себя работу по изготовлению печатных форм. В 1934 году за печатание фискальных марок стала отвечать Канцелярия Его Величества.
В 1971 году в связи с переходом на десятичную денежную систему пришлось печатать новые марки. Изготовление печатных форм и печатание производила компания De La Rue. Качество печати значительно снизилось в конце 1970-х годов, поскольку печатание часто поручалось субподрядчикам. Примерно в 1990 году был введён новый рисунок марок колониального типа, но он был использован лишь для нескольких марок, поскольку к тому времени использование фискальных марок значительно сократилось.
Примеры надписей о назначении сборов на марках колониального типа: «Bankruptcy» (Банкротство), «Contract Note» (Уведомление о заключении договора), «Foreign Bill» (Иностранный вексель) и «Passport» (Паспорт).

### Марки других рисунков

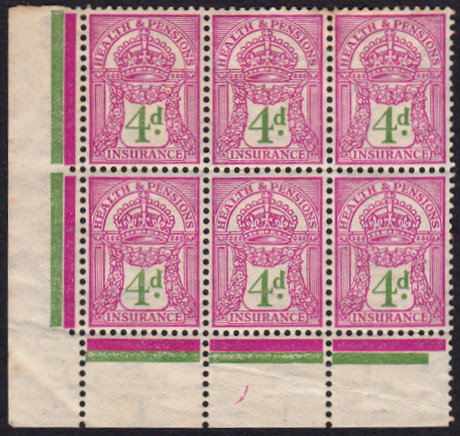
Блок из шести марок номиналом 4 пенса с надписью «Health & Pensions» (Здравоохранение и пенсии), 1925 г.

Помимо штампованных марок и марок колониального типа, собственные марки были выпущены для ряда других сборов или налогов. На многих марках, выпущенных в XIX веке, была изображена королева Виктория, например, марки для уплаты сборов Адмиралтейского суда («Admiralty Court»), первые марки для иностранных векселей (Foreign Bill), марки для договоров страхования жизни (Life Policy) и марки для уплаты сборов по бракоразводным процессам (Matrimonial Cause Fees). Среди других марок, у которых был свой собственный отдельный рисунок, были выпуски для уплаты аннуитетных премий (Annuity Premium) и пенсий по старости (Old Age Pensions). Акцизные марки использовались для уплаты сбора за развлекательные мероприятия с 1916 года по 1958 год и наклеивались на билеты в кино или на другие мероприятия.
Рисунки с изображением цифр небольшого размера использовались для многих марок, предназначенных для уплаты взносов, например, для марок, выпущенных для Национального медицинского страхования (National Health Insurance) (1912—1925), Медицинского и пенсионного страхования (Health and Pensions Insurance) (1925—1948) и Национального страхования (National Insurance) (1948—1990-е годы). Среди других связанных с этим выпусков можно назвать марки страхования безработицы (Unemployment Insurance) и страхования безработицы в сельском хозяйстве (Agriculture Unemployment Insurance), которые были заменены выпусками Национального страхования в 1948 году.
В Великобритании марки лицензий на телевещание выпускались с 1972 года до изъятия их из обращения в 1998 году. Также в период с 1981 по 1990-е годы выпускались марки лицензий на радиовещание Си-Би.

### Марки, наклеиваемые на объект налогообложения

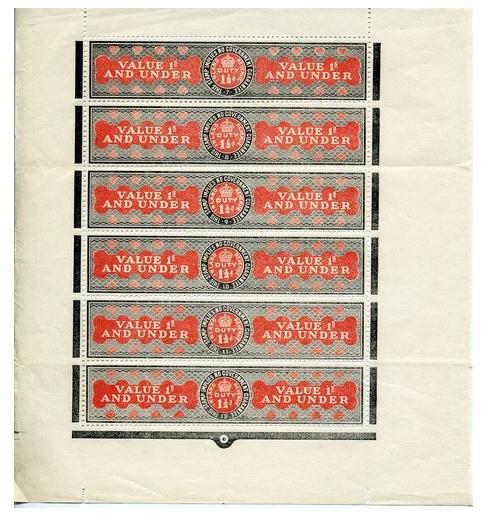
Лист марок с надписью «Medicine Duty» (Пошлина на лекарственные средства) номиналом 1½ пенса, 1904—1915 гг.

Марки акцизного сбора, которые наклеивались непосредственно на объект налогообложения, впервые были выпущены в XVIII веке, что сделало их первыми выпущенными наклеиваемыми фискальными марками. Обычно они не имели клея и наклеивались на объект налогобложения. Большинство из них уничтожалось при вскрытии упаковки. Первые выпуски и дата первого выпуска включают марки акцизного сбора на шоколад (ок. 1743 г.), акцизного сбора на шляпы (1784 г.), ] акцизного сбора на перчатки (1785 г.), акцизного сбора на духи (1786 г.) и акцизного сбора на какао (1822 г.). Марки акцизного сбора на шоколад, по всей видимости, до наших дней не сохранились.
Для уплаты акцизного сбора на лекарственные средства были выпущены самые разнообразные крупноформатные марки. Они наклеивались непосредственно на банки или упаковки с лекарствами, при этом известно множество различных видов марок, как стандартных выпусков, так и целевых, с указанием на марке бренда производителя. Акцизные марки для лекарственных средств впервые были введены в 1783 году и использовались до 1941 года. В 1915 году на двух почтовых и фискальных марках Георга V были сделаны надпечатки для оплаты дополнительного акцизного сбора на лекарственные средства. Это было сделано после удвоения акцизных тарифов, причём марки наклеивались поверх крупноформатных марок прежних номиналов.
Марки большого формата также выпускались для уплаты акцизного сбора на табак «Кавендиш» и кофейные смеси с середины XIX века до середины XX века. Акцизные марки на крепкие спиртные напитки и вино по-прежнему используются по состоянию на 2017 год; они наклеиваются или печатаются на бутылки с алкогольными напитками.

## Другие виды фискальных марок

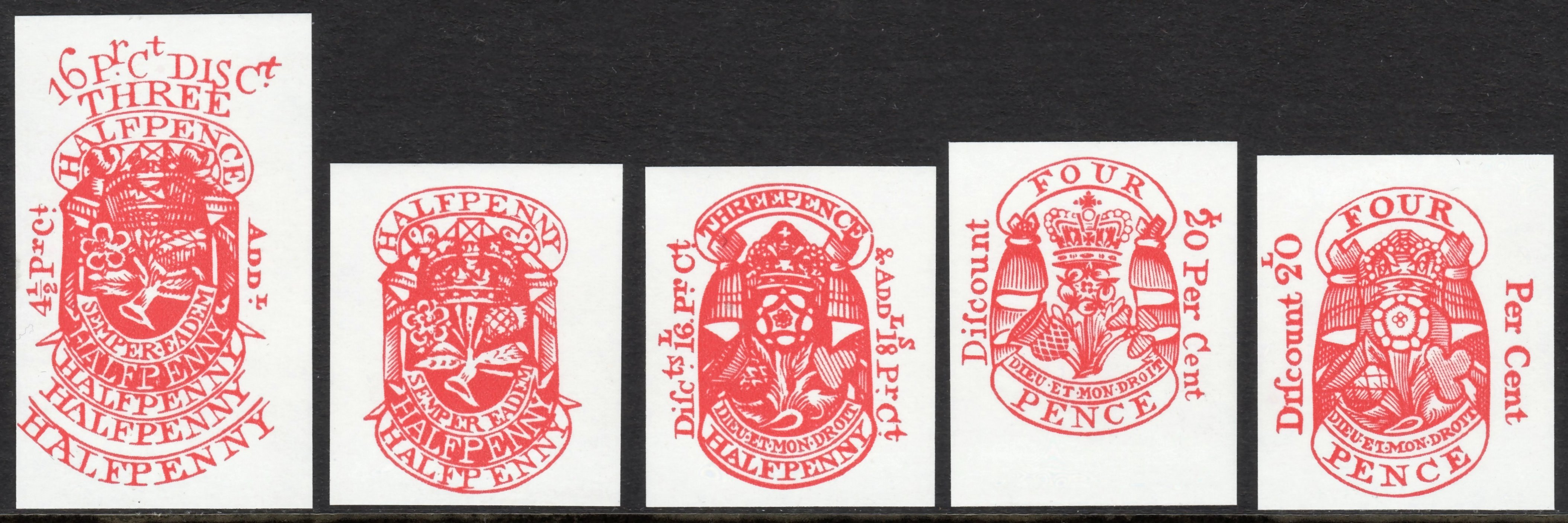
Новоделы газетных налоговых марок 1785—1815 годов, изготовленные в 1985 г.

Когда налогом облагалось что-то, кроме документа, иногда к упаковке предмета прикреплялись этикетки, указывающие на уплату налога (см.  § Марки, наклеиваемые на объект налогообложения (но так было не всегда). Иногда на самом предмете или на его упаковке печаталась фискальная марка, что можно считать фискальным эквивалентом цельных вещей. Примерами такого явления служат налоги на:
- игральные кости — на каждой игральной кости должна была быть отметка, сделанная металлическим пробойником.
- газеты — марки печатались прямо на полях бумаги.
- игральные карты — на упаковках колод карт должны были быть отметки или штампы об уплате налога.
- обои — марки печатались на обратной стороне листов обоев.

Билеты для пошлины на лошадей, выпускавшиеся в XVIII веке, иногда также считаются фискальными марками и собираются как фискальные марки.
Акцизные марки также печатались непосредственно на билетах в кино в 1916—1958 годах и на билетах для ставок в 1926—1929 годах .

## Ирландия и Шотландия

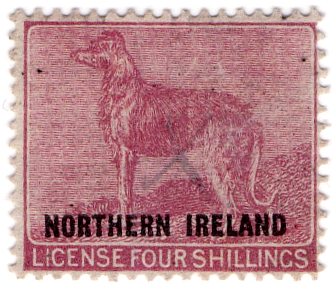
Марка Северной Ирландии лицензии на собаку, 1921 г.

Несмотря на то, что Ирландия была частью Соединённого Королевства, в ней существовало множество уникальных ветвей правовой системы, что обусловило необходимость введения некоторых отдельных фискальных марок. В 1774 году, когда Ирландия была отдельным королевством и государством-клиентом Великобритании, в Ирландии появились штампованные гербовые марки. Рисунки большинства ирландских фискальных марок были очень похожи на британские (включая многие штампованные гербовые марки, тиснёные марки с клеевым слоем или марки колониального типа), но на некоторых штампованных гербовых марках присутствовала ирландская символика, например, арфа. Примерами ирландских фискальных марок, выпущенных в период вхождения Ирландии в состав Соединённого Королевства, являются марки для Адмиралтейского суда (Admiralty Court), судов графств (County Courts), лицензии на собак (Dog Licence) и земельного реестра (Land Registry).
После раздела Ирландии на Северную и Южную Ирландию в 1921 году для обоих образований были выпущены отдельные фискальные марки. Марки Южной Ирландии использовались мало, поскольку это политическое образование было быстро заменено Временным правительством Ирландии, а затем Ирландским Свободным государством (оба сделали надпечатки на различных британских и ирландских фискальных марках). Однако Северная Ирландия продолжала использовать отдельные фискальные марки до 1980-х годов. В число фискальных марок Северной Ирландии входят, среди прочих, марки гражданской службы (Civil Service), лицензии на содержание собак (Dog Licence), акцизные марки (Excise) и марки национального страхования (National Insurance).
Похожая ситуация, хотя и в меньшей степени, наблюдалась в Шотландии, правовая система которой несколько отличалась от остальной части страны. Единственными фискальными марками, выпущенными специально для Шотландии, были судебные марки (Law Courts), эмитировавшиеся с 1873 года по 1970-е годы и марки регистрационной палаты (Register House), эмитировавшиеся с 1871 года по 1950-е годы .

## Выпуски графств и городов
Законом о местных гербовых марках 1869 года (Local Stamp Act 1869) местным органам власти разрешалось выпускать собственные марки для взимания определённых штрафов или сборов.
В 1870 году графства Глостершир, остров Или и Нортгемптоншир ввели марки единого рисунка, представлявшего собой щит с изображением британского флага, над которым располагалось название графства, а под которым — номинал марки. Цвета марок определяли их предназначение: обычно для оплаты судебных сборов или штрафов графства. На некоторых марках также известны надпечатки «Gaol» (Тюрьма) для случаев, когда штрафы были уплачены с опозданием, и человек впоследствии отправлялся в тюрьму. Выпуск этих марок графств был прекращён к 1880-м годам.
Город Лондон выпускал и использовал судебные марки с надписью «Justice Room» («Зал правосудия») с 1869 по 1960 год, и марки с надписью «Mayor’s Court» («Суд мэра») — с 1883 по 1939 год. В 1892 году была выпущена одна марка для оплаты консультационных сборов Гильдхолла (Guildhall Consultation Fees), которая использовалась примерно до 1900 года. Ни на одной из этих марок не указано название города, но на всех изображён герб Лондонского Сити.
Полицейские суды Чатема и Ширнесса выпустили несколько марок примерно с 1870 года по 1897 год. Канцелярия Ланкашира использовала различные типы типографских марок в качестве квитанций об уплате пошлины с 1875 года по 1971 год. Город Саутгемптон и графство Сауттон (последнее относилось ко всему Хэмпширу, за исключением самого Саутгемптона) выпустили марки судебного сбора (Court Fee) и штрафа или пошлины (Fine or Fee) соответственно в 1878 и 1880 годах. Уинчестер выпустил судебные марки (Justice Court) в 1888 году и использовал их примерно до 1900 года. Шеффилд выпустил марки ратуши (Town Hall) и судебной палаты (Court House) в 1891 году, которые оставались в обращении примерно до 1905 года. В Гэмпшире использовались марки для оплаты сбора за поиск земельных обременений (Land Charges) в период с 1962 года по 1976 год.
В 1979 году различные местные органы власти выпустили виньетки с рисунками колониального типа для помощи на дому, ухода на дому и организации питания на вынос. Они не являются фискальными марками, поскольку представляли собой не налоги, а необязательные услуги поддержки на дому. Совет графства Ноттингемшир использовал одну из таких марок колониального типа для оплаты коммунальных услуг и социальных услуг в 1990-х годах.

## Коронные земли
Три коронных владения — Гернси, Джерси и остров Мэн — официально не являются частью Соединённого Королевства, а являются самоуправляемыми владениями Британской Короны. Как таковые, они выпускали фискальные марки отдельно от Соединенного Королевства. Остров Мэн использовал британские марки колониального типа с 1889 года по 1966 год и надпечатки на британских марках Национального медицинского страхования, Медицинского и пенсионного страхования и Национального страхования примерно с 1920 года по 1970-е годы. После 1966 года фискальные марки острова Мэн, а также марки, выпущенные штатами Гернси и штатами Джерси, имели другой рисунок, не связанный с фискальными марками, использовавшимися в Соединённом Королевстве. Штаты Олдерни также выпускали фискальные марки с 1923 года по 1962 год. Фискальные марки Джерси всё ещё остаются в обращении.
Помимо отдельных выпусков каждого из указанных островов, в 1973 году были выпущены общие марки для всех Нормандских островов для предоплаты британского налога на добавленную стоимость за коробки с цветами, отправляемые по почте.

## Колонии

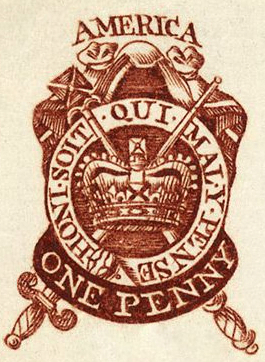
Пробный оттиск газетной марки номиналом 1 пенни для Британской Америки 1765 г.

Некоторые колонии последовали примеру Великобритании в использовании гербовых марок в XVIII веке. Тиснёные или непосредственно штампованные гербовые марки использовались провинцией Массачусетс-Бэй и провинцией Нью-Йорк в 1755—1757 и 1757—1760 годах соответственно. Гербовам актом 1765 года было введено прямое налогообложение в колониях Британской Америки, и поэтому в этих колониях была эмитирована серия штампованных гербовых марок. У них был рисунок, похожий на британские выпуски, но с надписью «America» (Америка), при этом подобно британским выпускам эти марки могли быть вытиснены непосредственно на документе или на кусочках цветной бумаги с виньеткой шифра на обороте. Помимо универсальных штампованных гербовых марок также изготавливались и выпускались тиснёные марки для игральных карт и штампованные марки для альманахов, газет или брошюр. Некоторые из них известны не как выпущенные марки, а только в виде пробных оттисков. Гербовый акт вызвал возражение типа «Нет налогам без представительства» и стал одним из основных факторов, способствовавших Американской революции.
Большинство различных британских колоний, протекторатов и территорий выпускали штампованные гербовые марки или гербовые марки с клеевым слоем (или и те, и другие) в определенные моменты в течение XIX и XX веков. Колония Ямайка, возможно, использовала штампованные гербовые марки уже в 1804 году, в то время как Маврикий использовал оттиски краской для фискальных целей в 1820-х годах. Первыми пользователями фискальных марок с клеевым слоем были Ямайка, которая выпустила напечатанные способом плоской печати фискальные марки в 1855 году, и колония Наталь, которая примерно в то же время выпустила тиснёные марки с клеевым слоем, похожие на те, что были в обращении в Великобритании.

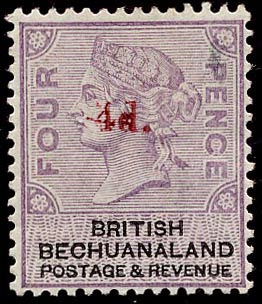
Британская гербовая марка колониального типа номиналом 4 пенса с надпечаткой для использования в качестве почтовой и гербовой марки в Британском Бечуаналенде, 1888 г.

На некоторых британских фискальных марках также делались надпечатки для использования в колониях. На штампованных гербовых марках были сделаны надпечатки для использования на территории протектората Кипр. На тиснёных марках с клеевым слоем были сделаны надпечатки для использования на Барбадосе, Британских Соломоновых островах, Ямайке и Тринидаде и Тобаго. На британских марках колониального типа также делались надпечатки для использования в качестве почтовых и гербовых марок Британского Бечуаналенда, фискальных марок Кипра и Вэйхая, и в качестве марок судебных пошлин Договорных государств. Марки колониального типа также использовались для выпуска военных телеграфных (Military Telegraphs) и армейских телеграфных (Army Telegraphs) марок Великобритании. На британских почтовых и гербовых марках также делались надпечатки для использования в качестве фискальных марок в Подмандатной Палестине.